# First Direct Arena
Die First Direct Arena ist eine Mehrzweckhalle in der englischen Großstadt Leeds. Die Halle ist ein modernes Amphitheater und bietet 13.781 Plätze für die Besucher, davon sind 4.321 Stehplätze.

## Geschichte
Aufgrund der hohen Nachfrage, eine große Arena für unterhaltende Künste in Leeds präsentieren zu können, wurde im Februar 2011 der Grundstein für die Halle gelegt. Bis zum Jahr 2013 wurde die von Populous entworfene Halle errichtet. Der Bau der Halle kostete den Besitzer, der Stadtverwaltung von Leeds, rund 60 Millionen £. Am 4. September 2013 wurde die Arena als Leeds Arena eröffnet. Die Halle wird für Konzerte, Familienshows, Stand-up-Comedyshows, Sportveranstaltungen und private Feste genutzt. In der Halle traten national und  international bekannte Künstler und Bands wie Elton John, Bruce Springsteen, Fleetwood Mac, Eric Clapton sowie der Comedy, wie Miranda Hart, Lee Evans und Harry Enfield, auf. Sportveranstaltungen wie Wrestling oder Darts fanden in der Halle statt.
2013 wurde die Retail Bank First Direct Namenssponsor der Halle. Im April 2024 wurde der Vertrag um sieben Jahre verlängert.
Zwischen 2014 und 2019 und seit 2022 gastiert die Premier League Darts jeweils an einem Spieltag in der Arena; die COVID-19-Pandemie verhinderte die Austragung in den Jahren 2020 und 2021. 